# فایا لارجو
فایا لارجو (به انگلیسی: Faya-Largeau) یا به اختصار فایا شهری در کشور چاد و مرکز منطقه بورکو است. این شهر در سال ۲۰۰۷ میلادی ۱۴٬۰۰۸ نفر جمعیت داشته‌است.